# East (Seattle)
East is een stadsdistrict van Seattle, Washington. Het stadsdistrict telde 50.083 inwoners in 2010, waarvan 26.992 mannen en 23.091 vrouwen.